# Vida Nsiah
Vida Nsiah, née le 13 avril 1976, est une athlète ghanéenne.

## Carrière
Vida Nsiah est médaillée d'argent du relais 4 x 100 mètres et médaillée de bronze du relais 4 x 400 mètres aux Jeux africains de 1995 à Harare.
Elle est éliminée en séries du 100 mètres haies aux Jeux olympiques d'été de 1996 à Atlanta. Elle remporte aux Championnats d'Afrique d'athlétisme 1998 à Dakar la médaille de bronze du relais 4 × 100 mètres.
Elle est éliminée en séries du 100 mètres et du relais 4 × 100 mètres féminin aux Jeux olympiques d'été de 2000 à Sydney.